# Nedilîșce, Iemilciîne
Nedilîșce (în ucraineană Неділище) este localitatea de reședință a comunei Nedilîșce din raionul Iemilciîne, regiunea Jîtomîr, Ucraina.

## Demografie
Componența lingvistică a localității Nedilîșce
     Ucraineană (98,51%)
     Rusă (1,49%)
Conform recensământului din 2001, majoritatea populației localității Nedilîșce era vorbitoare de ucraineană (98,51%), existând în minoritate și vorbitori de rusă (1,49%).